# Seznam sídel v Chorvatsku, Ž
Toto je seznam sídel v Chorvatsku začínajících na písmeno Ž.
| Název               | Typ     | Župa                     | Město/opčina         | Počet obyvatel (2011) |
| ------------------- | ------- | ------------------------ | -------------------- | --------------------- |
| Žabica              | vesnice | Licko-senjská            | Gospić               | 163                   |
| Žabjak              | vesnice | Bjelovarsko-bilogorská   | Rovišće              | 383                   |
| Žabljak             | vesnice | Karlovacká               | Barilović            | 58                    |
| Žabnica             | vesnice | Záhřebská                | Farkaševac           | 183                   |
| Žabnik              | vesnice | Mezimuřská               | Sveti Martin na Muri | 372                   |
| Žabnik              | vesnice | Varaždinská              | Trnovec Bartolovečki | 177                   |
| Žabnjača            | vesnice | Viroviticko-podrávská    | Crnac                | 9                     |
| Žabnjak             | vesnice | Záhřebská                | Preseka              | 78                    |
| Žabno               | vesnice | Sisacko-moslavinská      | Sisak                | 511                   |
| Žaborić             | vesnice | Šibenicko-kninská        | Šibenik              | 479                   |
| Žagrići             | vesnice | Istrijská                | Žminj                | 38                    |
| Žagrović            | vesnice | Šibenicko-kninská        | Knin                 | 637                   |
| Žakanje             | opčina  | Karlovacká               | Žakanje              | 149                   |
| Žakule              | vesnice | Přímořsko-gorskokotarská | Vrbovsko             | 24                    |
| Žamarija            | vesnice | Záhřebská                | Žumberak             | 22                    |
| Žarovnica           | vesnice | Varaždinská              | Lepoglava            | 839                   |
| Žažina              | vesnice | Sisacko-moslavinská      | Lekenik              | 355                   |
| Žažvić              | vesnice | Šibenicko-kninská        | Skradin              | 30                    |
| Žbandaj             | vesnice | Istrijská                | Poreč                | 417                   |
| Ždala               | vesnice | Koprivnicko-križevecká   | Gola                 | 583                   |
| Ždralovi            | vesnice | Bjelovarsko-bilogorská   | Bjelovar             | 1 423                 |
| Ždrapanj            | vesnice | Šibenicko-kninská        | Skradin              | 15                    |
| Ždrelac             | vesnice | Zadarská                 | Pašman               | 312                   |
| Ždrilo              | vesnice | Zadarská                 | Posedarje            | 116                   |
| Žedno               | vesnice | Splitsko-dalmatská       | Trogir               | 132                   |
| Žejane              | vesnice | Přímořsko-gorskokotarská | Matulji              | 130                   |
| Žejinci             | vesnice | Záhřebská                | Luka                 | 399                   |
| Železna Gora        | vesnice | Mezimuřská               | Štrigova             | 465                   |
| Želiski             | vesnice | Istrijská                | Barban               | 171                   |
| Željava             | vesnice | Licko-senjská            | Plitvička Jezera     | 38                    |
| Željeznica          | vesnice | Varaždinská              | Ivanec               | 134                   |
| Željezno Žumberačko | vesnice | Záhřebská                | Žumberak             | 34                    |
| Žena Glava          | vesnice | Splitsko-dalmatská       | Komiža               | 46                    |
| Ženodraga           | vesnice | Istrijská                | Višnjan              | 25                    |
| Žerava              | vesnice | Zadarská                 | Nin                  | 208                   |
| Žerjavinec          | vesnice | Město Záhřeb             | Sesvete              | 556                   |
| Žestilac            | vesnice | Přímořsko-gorskokotarská | Dobrinj              | 9                     |
| Žeževica            | vesnice | Splitsko-dalmatská       | Šestanovac           | 350                   |
| Žgaljići            | vesnice | Přímořsko-gorskokotarská | Krk                  | 58                    |
| Žgombići            | vesnice | Přímořsko-gorskokotarská | Malinska-Dubašnica   | 59                    |
| Žibrinovec          | vesnice | Koprivnicko-križevecká   | Križevci             | 113                   |
| Židovinjak          | vesnice | Krapinsko-zagorská       | Bedekovčina          | 212                   |
| Žigerovci           | vesnice | Požežsko-slavonská       | Brestovac            | 7                     |
| Žigrovec            | vesnice | Varaždinská              | Sveti Ilija          | 211                   |
| Žikovići            | vesnice | Istrijská                | Višnjan              | 9                     |
| Žirje               | vesnice | Šibenicko-kninská        | Šibenik              | 103                   |
| Žiroslavlje         | vesnice | Viroviticko-podrávská    | Suhopolje            | 74                    |
| Žiškovec            | vesnice | Mezimuřská               | Čakovec              | 543                   |
| Žitarka             | vesnice | Záhřebská                | Sveta Nedelja        | 239                   |
| Žitkovčica          | vesnice | Záhřebská                | Kravarsko            | 39                    |
| Žitnić              | vesnice | Šibenicko-kninská        | Drniš                | 150                   |
| Žitomir             | vesnice | Záhřebská                | Sveti Ivan Zelina    | 193                   |
| Živaja              | vesnice | Sisacko-moslavinská      | Hrvatska Dubica      | 309                   |
| Živike              | vesnice | Brodsko-posávská         | Oriovac              | 236                   |
| Živković Kosa       | vesnice | Karlovacká               | Vojnić               | 119                   |
| Živogošće           | vesnice | Splitsko-dalmatská       | Podgora              | 509                   |
| Žlebec Gorički      | vesnice | Záhřebská                | Marija Gorica        | 67                    |
| Žlebec Pušćanski    | vesnice | Záhřebská                | Pušća                | 109                   |
| Žlebina             | vesnice | Viroviticko-podrávská    | Gradina              | 315                   |
| Žman                | vesnice | Zadarská                 | Sali                 | 199                   |
| Žminj               | opčina  | Istrijská                | Žminj                | 798                   |
| Žnjidarići          | vesnice | Istrijská                | Oprtalj              | 45                    |
| Žonti               | vesnice | Istrijská                | Buzet                | 43                    |
| Žreme               | vesnice | Sisacko-moslavinská      | Sunja                | 65                    |
| Žrnovac             | vesnice | Přímořsko-gorskokotarská | Skrad                | 20                    |
| Žrnovnica           | vesnice | Splitsko-dalmatská       | Split                | 3 222                 |
| Žrnovo              | vesnice | Dubrovnicko-neretvanská  | Korčula              | 1 368                 |
| Žuberkovac          | vesnice | Brodsko-posávská         | Okučani              | 4                     |
| Žubrica             | vesnice | Viroviticko-podrávská    | Suhopolje            | 111                   |
| Žubrinci            | vesnice | Karlovacká               | Bosiljevo            | 31                    |
| Žudetići            | vesnice | Istrijská                | Vižinada             | 12                    |
| Žukovec             | vesnice | Záhřebská                | Dubrava              | 153                   |
| Žuljana             | vesnice | Dubrovnicko-neretvanská  | Ston                 | 235                   |
| Žumberak            | opčina  | Záhřebská                | Žumberak             | 6                     |
| Žunci               | vesnice | Záhřebská                | Vrbovec              | 167                   |
| Žuntići             | vesnice | Istrijská                | Kanfanar             | 25                    |
| Župa                | vesnice | Splitsko-dalmatská       | Zagvozd              | 53                    |
| Župa Srednja        | vesnice | Splitsko-dalmatská       | Zagvozd              | 3                     |
| Županec             | vesnice | Varaždinská              | Mali Bukovec         | 200                   |
| Županići            | vesnice | Istrijská                | Sveta Nedelja        | 138                   |
| Županja             | město   | Vukovarsko-sremská       | Županja              | 12 090                |
| Županje             | vesnice | Přímořsko-gorskokotarská | Dobrinj              | 27                    |
| Župić               | vesnice | Sisacko-moslavinská      | Petrinja             | 85                    |
| Žuta Lokva          | vesnice | Licko-senjská            | Brinje               | 17                    |
| Žutnica             | vesnice | Krapinsko-zagorská       | Krapina              | 248                   |
| Žužići              | vesnice | Istrijská                | Tinjan               | 110                   |
| Žužići              | vesnice | Istrijská                | Višnjan              | 25                    |